# Christian Rocca
Christian Rocca (Alcamo, 23 gennaio 1968) è un giornalista, scrittore e blogger italiano.

## Biografia
Laureato in giurisprudenza all'Università Cattolica del Sacro Cuore di Milano, ha mosso i primi passi nel mondo politico come appartenente al Partito Radicale di Marco Pannella ed Emma Bonino. È stato inoltre assistente parlamentare di Giuseppe Calderisi nel 1991.
Si è quindi dedicato al giornalismo: nella redazione de Il Foglio di Giuliano Ferrara sin dalla fondazione, è inviato per Il Sole 24 Ore e scrive su Vanity Fair occupandosi soprattutto di politica statunitense e internazionale. Fino al dicembre 2013 ha tenuto una rubrica di musica, Gommalacca, sul domenicale del Sole. Dal febbraio 2012 al gennaio 2018 è stato direttore de IL, mensile dello stesso quotidiano; poi per un bimestre ha ripreso il ruolo di inviato ed editorialista del Sole, per approdare poi con i medesimi incarichi a La Stampa.
Fin dal 2002 ha un blog giornalistico, Camilloblog.it, che ha raggiunto la prima posizione nella classifica internazionale di Wikio. Come scrittore, è autore del saggio Sulle strade di Barney (2010), un viaggio nel mondo dello scrittore Mordecai Richler, autore de La versione di Barney.
Dal settembre 2019 è direttore editoriale de Linkiesta.

### Controversie
Nell'ottobre 2012 Massimo Bordin, nel corso della trasmissione Stampa e regime su Radio Radicale, rivela di una «frequentazione» di Rocca con il generale Nicolò Pollari e Pio Pompa in merito agli articoli sul caso Nigergate. Su Il Foglio Giuliano Ferrara sostiene invece che le fonti di Rocca fossero «le relazioni ufficiali del Senato americano e delle varie commissioni di inchiesta del Regno Unito sui diversi scandali legati a quella vicenda», e che l'incontro con Pollari e Pompa fosse avvenuto solo successivamente alla pubblicazione degli articoli. I quotidiani la Repubblica e il Fatto Quotidiano, citando lo stesso articolo di Ferrara, parlano invece di una campagna di disinformazione a favore del SISMI contro le inchieste condotte da Giuseppe D'Avanzo e Carlo Bonini sul Nigergate.

## Vita privata
È sposato con la giornalista Silvia Grilli; la coppia ha una figlia.

## Opere
- Esportare l'America. La rivoluzione democratica dei neoconservatori, I libri de Il Foglio, 2003, ISBN non esistente.
- Contro l'ONU. Il fallimento delle Nazioni Unite e la formidabile idea di un'alleanza tra le democrazie, Torino, Edizioni Lindau, 2005, ISBN 88-7180-543-7.
- Cambiare regime. La sinistra e gli ultimi 45 dittatori, Torino, Einaudi, 2006, ISBN 88-06-18291-9.
- Sulle strade di Barney, Milano, Bompiani, 2010, ISBN 978-88-452-6615-7.
- Chiudete internet. Una modesta proposta, Venezia, Marsilio, 2019, ISBN 978-88-297-0025-7.